# Мад
Мад (словац. Mad) — село в окрузі Дунайська Стреда Трнавського краю Словаччини. Площа села 7,71 км². Станом на 31 грудня 2015 року в селі проживало 569 жителів.

## Історія
Перші згадки про село датуються 1254 роком.

## Географія
Протікають канал Ґабчіково-Топольники; Богельовський канал і Крачани-Богельов.

## Населення
| Рік:            | 1994. | 2004.   | 2014.   | 2024.   |
| --------------- | ----- | ------- | ------- | ------- |
| Кількість осіб: | 476   | 498     | 541     | 576     |
| Різниця:        |       | +4,62 % | +8,63 % | +6,46 % |

| Рік:            | 2023. | 2024.   |
| --------------- | ----- | ------- |
| Кількість осіб: | 574   | 576     |
| Різниця:        |       | +0,34 % |